# Курейське водосховище
Куре́йське водосховище (рос. Курейское водохранилище) — водосховище утворене Курейською ГЕС, на річці Курейка, гребля розташована у міста Світогорськ, Туруханського району Красноярського краю.
Має об'єм 9,96 км³ і площу 558 км². Водосховище розташовано на плато Путорана, у північно-західній частині Середньосибірського плоскогір'я. Його гребля і ГЕС побудовані у 1975 — 2002 роках.
Водосховище розташовано в середньому близько за 60 км на північ від північного полярного кола. Вище за течією річки Курейка розташовано озеро Дюпкун, нижче за течією має розташовуватись Нижньокурейське водосховище, що має утворитися в результаті будівництва Нижньокурейської ГЕС.
Водосховище має багато заток і островів і має об'єм 9,96 км³ та площу близько 558 км². Розміри кам'яно-накидної і кам'яно-земляної греблі що утворили водосховище — 81,5 м заввишки і 1576 м завдовжки.
На березі водосховища розташована тайга, на височинах навколишніх гір — тундра з мохами і лишайниками.